# モデスト・ユイス
モデスト・ユイス（Modest Huys、1874年10月25日 - 1932年1月30日）はベルギーの画家である。印象派やポスト印象派のスタイルの風景画を描いた。

## 略歴
ベルギー中部、オースト＝フランデレン州のオルセーヌ(Olsene)で生まれた。幼い頃から父親の装飾業の工房で働き、ヘントの工芸学校(Gentse Nijverheidschool)で学んだ。1891年ころ風景画家のエミール・クラウスと知り合い、画家の道に進んだ。クラウスに勧められて1900年にアントウェルペンの美術アカデミーに入学した。美術アカデミーではウジェーヌ・ヨールスやFrans Van Leemputtenに学んだ。
1900年代の初めからヘントの展覧会に出展するようになり、オースト＝フランデレン州北西部のMeetjeslandと呼ばれる地域をしばしば訪れ、風景画を描いた。1905年からジョルジュ・ビュイス(Georges Buysse)やエミール・クラウス、アンナ・デ・ウェールト(Anna De Weert)、ジェームズ・アンソール、ジェニー・モンチニーらとブリュッセルの美術団体、「Vie et Lumière（人生と光）」の展覧会にも出展した。この頃、レオン・デ・シュメトやギュスターフ・デ・シュメト、エマニュエル・ヴィエラン(Emmanuel Vierin)とも親しくなった。アントウェルペンの美術団体「t Zal wel Gaan」や「"L’Elan」の会員にもなった。病気を患いしばらく療養した後、父親の工房に戻って働いた。、
1909年に結婚した後　ワレヘムに住んだ。この頃Jules BoulezやRené De Clercq、Albert Saverysといった画家たちとも付き合った。
第一次世界大戦が始まると、一旦オランダに避難するが、1915年にはベルギーに戻りシント＝バーフス＝ファイフェやオルセーヌで暮らした 。1818年に住まいが戦争の被害を受けた。戦争が終わった後に荒廃した地域を描き、ウェスト＝フランデレン州のワッケン(Wakken)に移った。
1920年代に入るとパリのフランス芸術家協会の展覧会やピッツバーグのカーネギー博物館での展覧会で国際的な評価を得るようになり、ベルギー各地で個展を開いた。
1926年にウェスト＝フランデレン州のズルテ(Zulte)に移り、1832年にそこで亡くなった。

## 作品

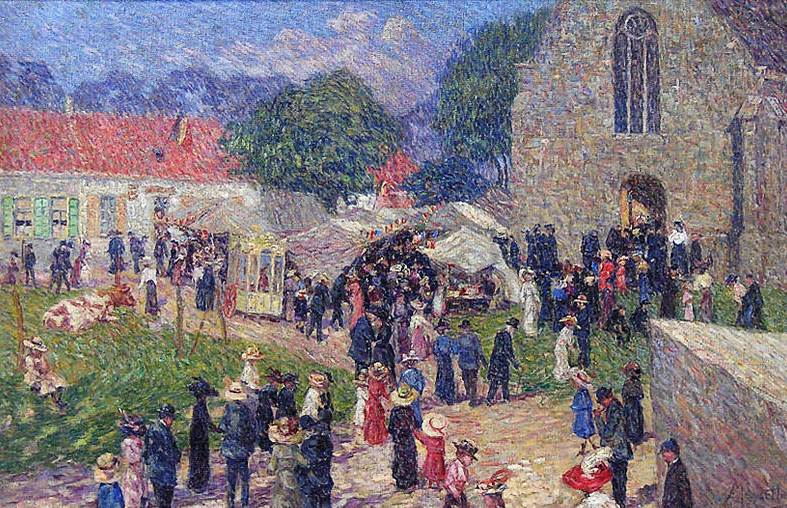
Kerselaereの祭り Musée des Beaux-Arts, Deinze　蔵
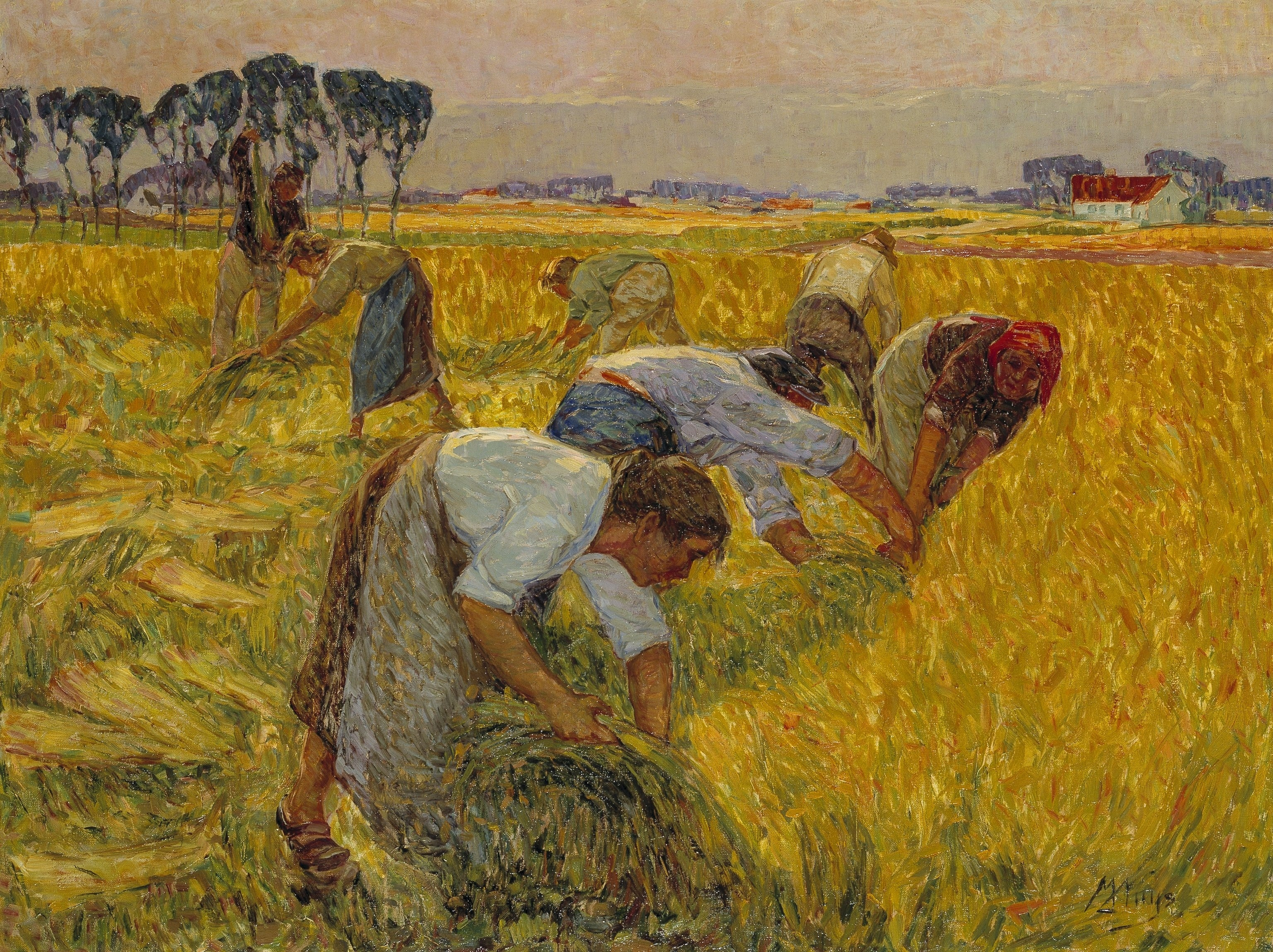
麻の収穫 Musée des Beaux-Arts, Deinze　蔵
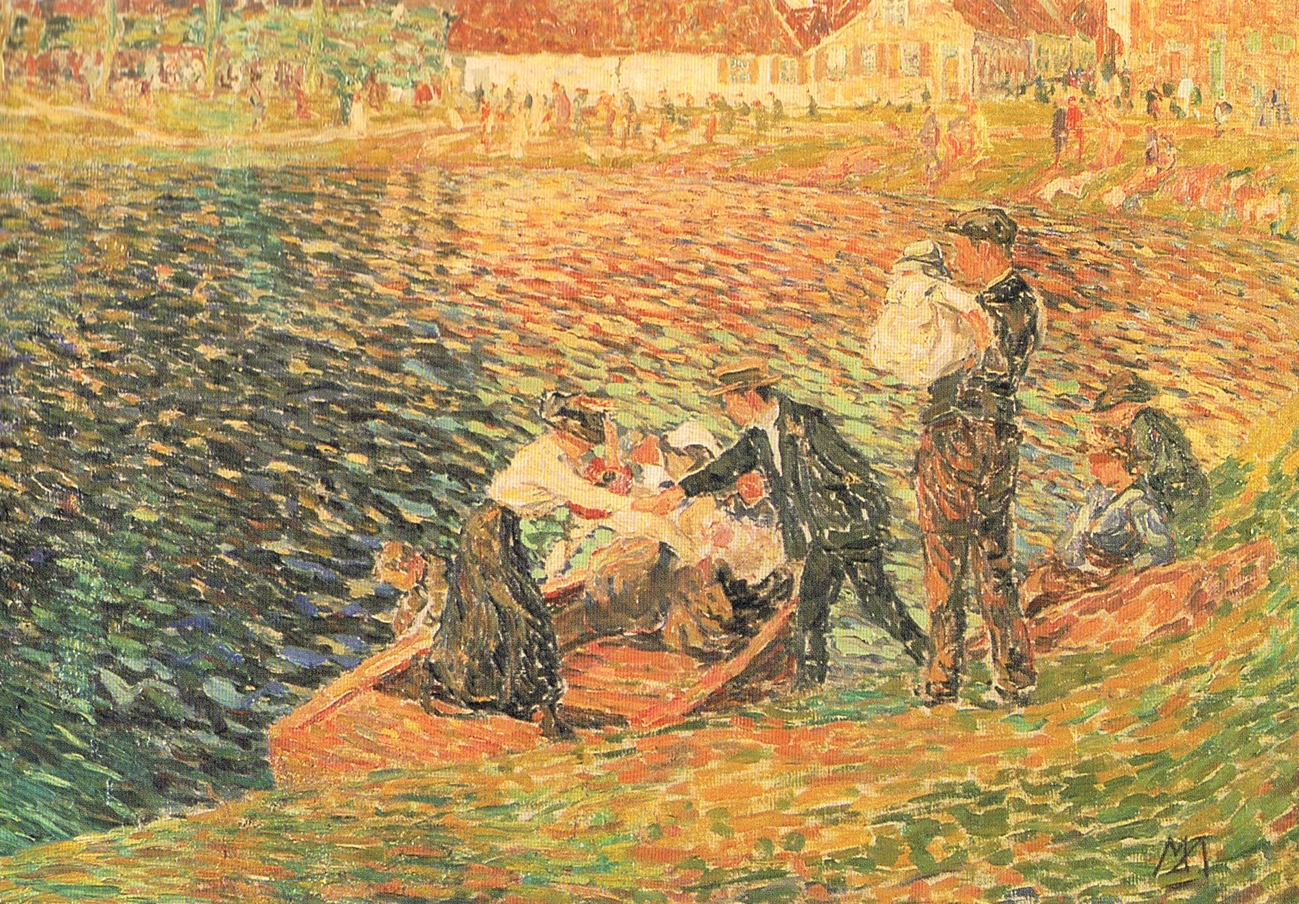
船旅 Musée des Beaux-Arts, Deinze　蔵